# تميم مفعول به
تميم المفعول به في قواعد اللغة تعبير مسند يتبع مفعولًا به مباشرًا لفعل متعد إلى مفعولين أو فعل نتيجي ويكمل المفعول المباشر للجملة من خلال وصفه. مكملات المفعول به هي مكونات الخبر. تعمل العبارات الاسمية والعبارات الوصفية في أغلب الأحيان تميمًا للمفعول به.